# Rodica Dunca

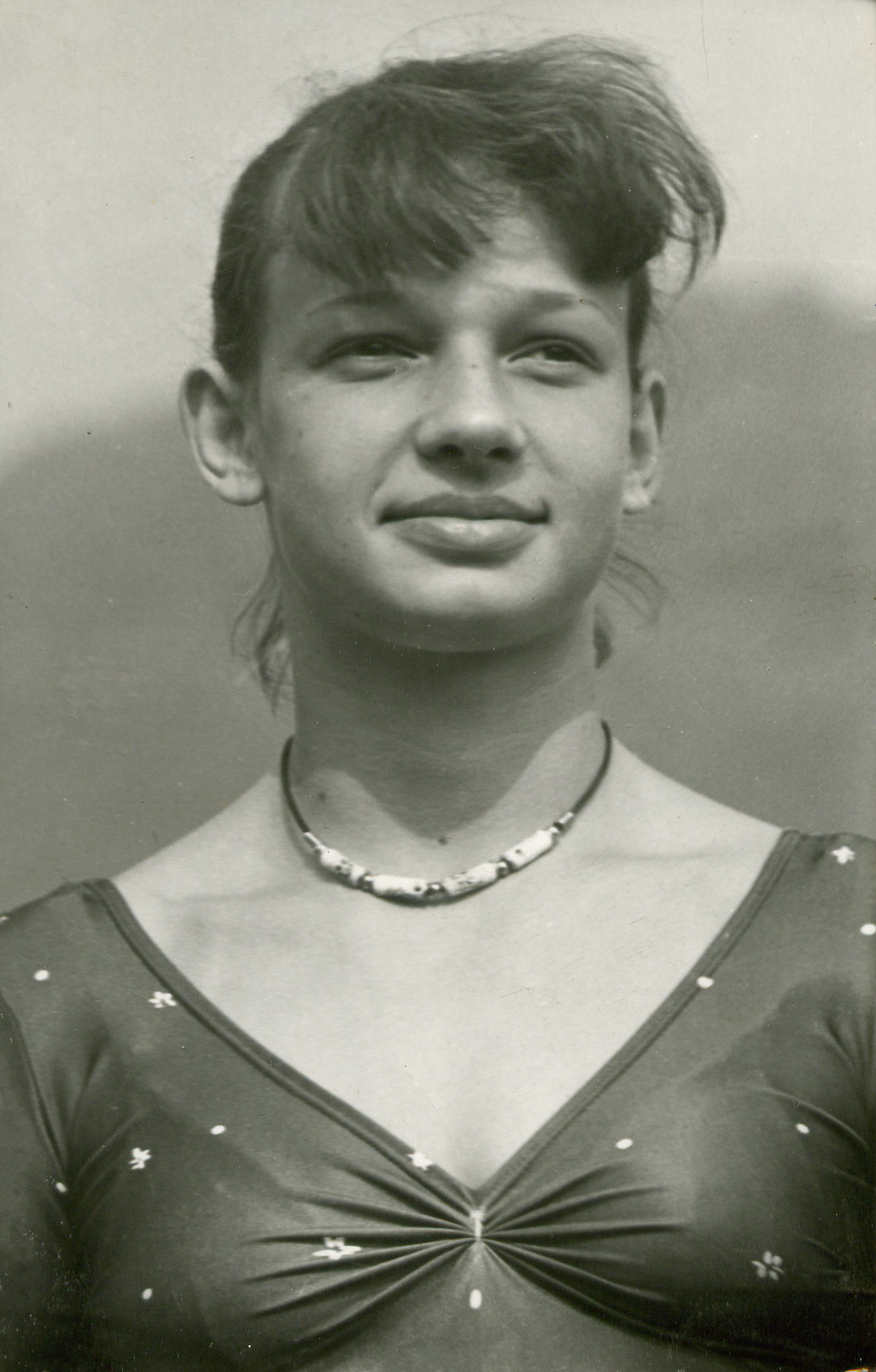
Rodica Dunca

Rodica Dunca (* 16. Mai 1965 in Baia Mare) ist eine ehemalige rumänische Kunstturnerin.
1979 nahm Dunca zum ersten Mal an den Weltmeisterschaften teil. In Fort Worth gewann sie mit Nadia Comăneci, Dumitrița Turner, Emilia Eberle, Melita Rühn und Marilena Vlădărău den ersten rumänischen Weltmeister-Titel der Geschichte im Mannschaftsmehrkampf. Außerdem erreichte Dunca im Einzelmehrkampf den fünften Platz.
Bei den Olympischen Spielen 1980 in Moskau konnte sie mit der rumänischen Mannschaft die Silbermedaille gewinnen, während sie im Einzelmehrkampf Siebte wurde.
Bei den Europameisterschaften 1981 gewann Dunca am Schwebebalken die Bronzemedaille und wurde im Einzelmehrkampf Vierte, punktgleich mit der Sowjetturnerin Natalia Ilienko. Bei den Weltmeisterschaften im selben Jahr verpasste sie knapp die Medaillenplätze. Mit der Mannschaft wurde sie Vierte, am Boden Fünfte und im Mehrkampf Sechste.
Nach ihrer Leistungssportkarriere war Dunca Trainerin in Baia Mare. Außerdem war sie als Balletttänzerin am städtischen Theater aktiv.